# Wenkbrauwkuiftangare
De wenkbrauwkuiftangare (Heterospingus xanthopygius) is een vogelsoort uit de familie Thraupidae (tangaren).

## Verspreiding en leefgebied
Deze soort komt voor in Colombia, Ecuador en Panama. De dieren leven vaak in de bossen.
De soort telt twee ondersoorten:
- H. x. xanthopygius: oostelijk Panama en noordelijk Colombia.
- H. x. berliozi: van westelijk Colombia tot westelijk Ecuador.